# Équipe de Bosnie-Herzégovine de hockey sur glace
L'équipe de Bosnie-Herzégovine de hockey sur glace  est la sélection nationale de Bosnie-Herzégovine regroupant les meilleurs joueurs de hockey sur glace bosniaques lors des compétitions internationales.  L'équipe est sous la tutelle de la Fédération de Bosnie-Herzégovine de hockey sur glace et est classée 49e sur 50 équipes au classement IIHF en 2019. 
L'équipe a débuté dans les tournois de l'IIHF à l'occasion du championnat du monde de hockey sur glace 2008, en Division III.

## Résultats

### Jeux olympiques
La Bosnie-Herzégovine n'a jamais participé aux jeux olympiques.
- 2022 - Non qualifié

### Championnats du monde
- 1920-2007 - Ne participe pas
- 2008 - 2e de la Qualification pour la Division III
- 2009-2014 - Ne participe pas
- 2015 - 7e de Division III
- 2016 - 5e de Division III
- 2017 - Forfait
- 2018 - 2e de la Qualification pour la Division III
- 2019 - 4e de Qualification Division III
- 2020 - Annulé en raison du coronavirus
- 2021 - Annulé en raison du coronavirus
- 2022 - 3e de Division IIIB

### Bilan des matchs internationaux
| Équipe              | PJ | V | N | D  | BP | BC  | +/-  |
| ------------------- | -- | - | - | -- | -- | --- | ---- |
| Afrique du Sud      | 2  | 0 | 0 | 2  | 0  | 15  | -15  |
| Arménie             | 1  | 1 | 0 | 0  | 5  | 0   | +5   |
| Bulgarie            | 1  | 0 | 0 | 1  | 0  | 5   | -5   |
| Corée du Nord       | 1  | 0 | 0 | 1  | 0  | 13  | -13  |
| Émirats arabes unis | 3  | 1 | 0 | 2  | 8  | 11  | -3   |
| Géorgie             | 3  | 1 | 0 | 2  | 8  | 18  | -10  |
| Grèce               | 1  | 0 | 0 | 1  | 1  | 10  | -9   |
| Hong Kong           | 3  | 1 | 0 | 2  | 5  | 17  | -12  |
| Koweït              | 1  | 1 | 0 | 0  | 8  | 1   | +7   |
| Luxembourg          | 2  | 0 | 0 | 2  | 0  | 18  | -18  |
| Macédoine           | 2  | 1 | 0 | 1  | 14 | 14  | 0    |
| Taipei chinois      | 1  | 0 | 0 | 1  | 0  | 5   | -5   |
| Turquie             | 5  | 1 | 0 | 4  | 11 | 39  | -28  |
| Turkménistan        | 1  | 0 | 0 | 1  | 3  | 13  | -10  |
| Total               | 27 | 7 | 0 | 20 | 63 | 179 | -116 |

## Classement mondial
| Année     | Rang       | Points     | Progression |
| --------- | ---------- | ---------- | ----------- |
| 2003-2007 | Non classé | Non classé | Non classé  |
| 2008      | 47         | 200        | -           |
| 2009      | 47         | 150        | ±0          |
| Fév. 2010 | 47         | 150        | ±0          |
| Mai 2010  | 48         | 100        | -1          |
| 2011      | 48         | 50         | ±0          |
| 2012-2014 | Non classé | Non classé | Non classé  |
| 2015      | 47         | 200        | -           |
| 2016      | 45         | 410        | +2          |
| 2017      | 47         | 295        | -2          |
| Fev. 2018 | 47         | 295        | ±0          |
| Mai 2018  | 48         | 360        |             |
| 2019      | 49         | 340        | -1          |

## Entraîneurs
| Période     | Nom des entraîneurs | Nationalité |
| ----------- | ------------------- | ----------- |
| 2008        | Marko Zidjarevic    | Serbie      |
| 2015        | Anthony London      | Canada      |
| 2015-2017   | Kevin Auerbach      | Canada      |
| Depuis 2017 | Brian Jokat         | Canada      |

## Équipe junior moins de 20 ans

### Championnats d'Europe junior
- 2022 - 6e de Division III
- 2023 - 7e de Division III

## Équipe des moins de 18 ans

### Championnats du monde moins de 18 ans
- 1999-2002 - Ne participe pas
- 2003 - 3e de Division III, Groupe B
- 2004 - 7e de Division III
- 2005 - 2e de la Qualification pour la Division III
- 2006-2019 - Ne participe pas
- 2020 - Annulé en raison du coronavirus
- 2021 - Annulé en raison du coronavirus
- 2022 - 1er de Division IIIB
- 2023 -